# Klütjenfelder Hauptdeich
Der Klütjenfelder Hauptdeich trennt auf circa 2,5 Kilometern den Hamburger Spreehafen von der Elbinsel Wilhelmsburg. Somit ist er für die über 53.000 Einwohner Wilhelmsburgs der wichtigste Schutz vor einer Sturmflut.
Der Hauptdeich befindet sich genau zwischen den Hamburger Stadtteilen Wilhelmsburg und Kleiner Grasbrook. Er verbindet den S-Bahnhof „Veddel/Ballinstadt“ bzw. die „Müggenburger Durchfahrt“ mit der Ernst-August-Schleuse der Hamburg Port Authority (HPA).

## Verkehr
Der Deich befindet sich inmitten einer der wichtigsten Verkehrsverbindungen Hamburgs: Südlich entlang des Deiches verläuft die Harburger Chaussee, die täglich von über 33.000 Fahrzeugen, darunter 10.000 LKW, als alternative Hafenquerspange zwischen den Stadtautobahnen genutzt wird. Charakteristisch für die Harburger Chaussee ist das gleichnamige Ensemble aus Backsteinhäusern aus den Jahren 1914 bis 1921, das seit 1984 unter Denkmalschutz steht. Am Deichfuße, also nördlich des Spreehafens, befindet sich seit 1893 der Hafenbahnhof Hamburg Süd (ehemals Hafenbahnhof Hamburg Niedernfelde). Da er die nördlichen Teile des Hafens bedient und unmittelbar an die Hauptstrecke Hamburg–Harburg angebunden ist, ist er einer der wichtigsten Rangierbahnhöfe der Hamburger Hafenbahn.

## Geschichte
Der Spreehafen wurde 1890 mit einer Wasserfläche von 48,2 ha als Freihafen eröffnet. Um den Freihafen von den Wohngebieten abzutrennen, wurde 1903 ein drei Meter hoher Zaun mit Stacheldraht auf dem Deich errichtet. Im Rahmen des städtischen Arbeiterwohnungsbaus wurde in den Jahren 1914 bis 1921 das Wohn-Ensembles Harburger Chaussee gebaut. Bei der Sturmflut 1962, mit einem Pegelstand von 5,70 Metern über Normal, bricht der Klütjenfelder Hauptdeich und überflutet große Teile Wilhelmsburgs. 315 Menschen verloren dabei ihr Leben, darunter 222 in Wilhelmsburg. 1984 wurde das Wohn-Ensemble Harburger Chaussee unter Denkmalschutz gestellt und ist seither offizielles Kulturdenkmal des Bezirkes Hamburg-Mitte und des Stadtteiles Kleiner Grasbrook.

## Wandel seit 2010
Spätestens seit der IBA Hamburg, die von 2007 bis 2013 in den Hamburger Stadtteilen Wilhelmsburg und Veddel stattfand, befindet sich der Klütjenfelder Hauptdeich in ständigem Wandel:
Im Jahr 2010 wird der Zollzaun nach über 120 Jahren erstmals an zwei Pforten geöffnet, um den Deich samt Spreehafen der Öffentlichkeit zugänglich zu machen. Auf dem Deich entstehen ein Fuß- sowie Radweg, welcher das Reiherstiegviertel mit dem Alten Elbtunnel im Westen bzw. dem Elbbrückenquartier der Hafencity im Osten verbindet. Ende 2012 wird eine regelmäßigen Fährverbindung (ÖPNV) von den Landungsbrücken über die Argentinienbrücke zur Ernst-August-Schleuse eingerichtet. Im Jahr 2013 wird der Freihafen offiziell aufgelöst. Der Zollzaun wird, bis auf einen kurzen Abschnitt zu Denkmalzwecken, abgerissen. Seither gelten die Regeln eines Seezollhafens in der Europäischen Union. Aufgrund des plötzlichen Zuganges, die Anbindung und Nähe zum Stadtzentrum, sowie die uneingeschränkte 180°-Sicht auf die Stadtsilhouette, entwickelt sich der Deich rascher als zuvor zu einem beliebten Ausflugsziel.
Zum verbesserten Hochwasserschutz wird der Deich erneut auf 8,1 m erhöht. Informationstafeln über die Geschichte des Spreehafens sowie seinen Kakaohandel wurden aufgestellt, und ein „Panorama-Hochweg“ eröffnet, welcher sehr gute Sicht auf die Hafenkräne der Containerterminals sowie drei der bekanntesten Wahrzeichen der Stadt – die Elbphilharmonie, die Köhlbrandbrücke, sowie den Hamburger Michel – ermöglicht. Mit der Befestigung des Deichfußes auf zwei Kilometern Länge entsteht eine Uferpromenade mit der „längsten Sitzbank Hamburgs“.
Drei breite, hochwassersichere Freitreppen sowie ein Konzert-Platz werden eingeweiht. Pläne, den Spreehafen vom Hafengebiet loszulösen und in eine Freizeit- und Erholungszone mit Hausbooten, Gastronomie, Stränden und Bootsvermietung zu verwandeln, scheitern am Widerstand der Verwaltung des Hamburger Hafens, die Hamburg Port Authority, welche die Räume für Hafenbetriebe und die zunehmende Binnenschifffahrt erhalten will.